# Atlanta (Nebraska)
Atlanta – wieś w Stanach Zjednoczonych, w stanie Nebraska, w hrabstwie Phelps.